# Sanderling

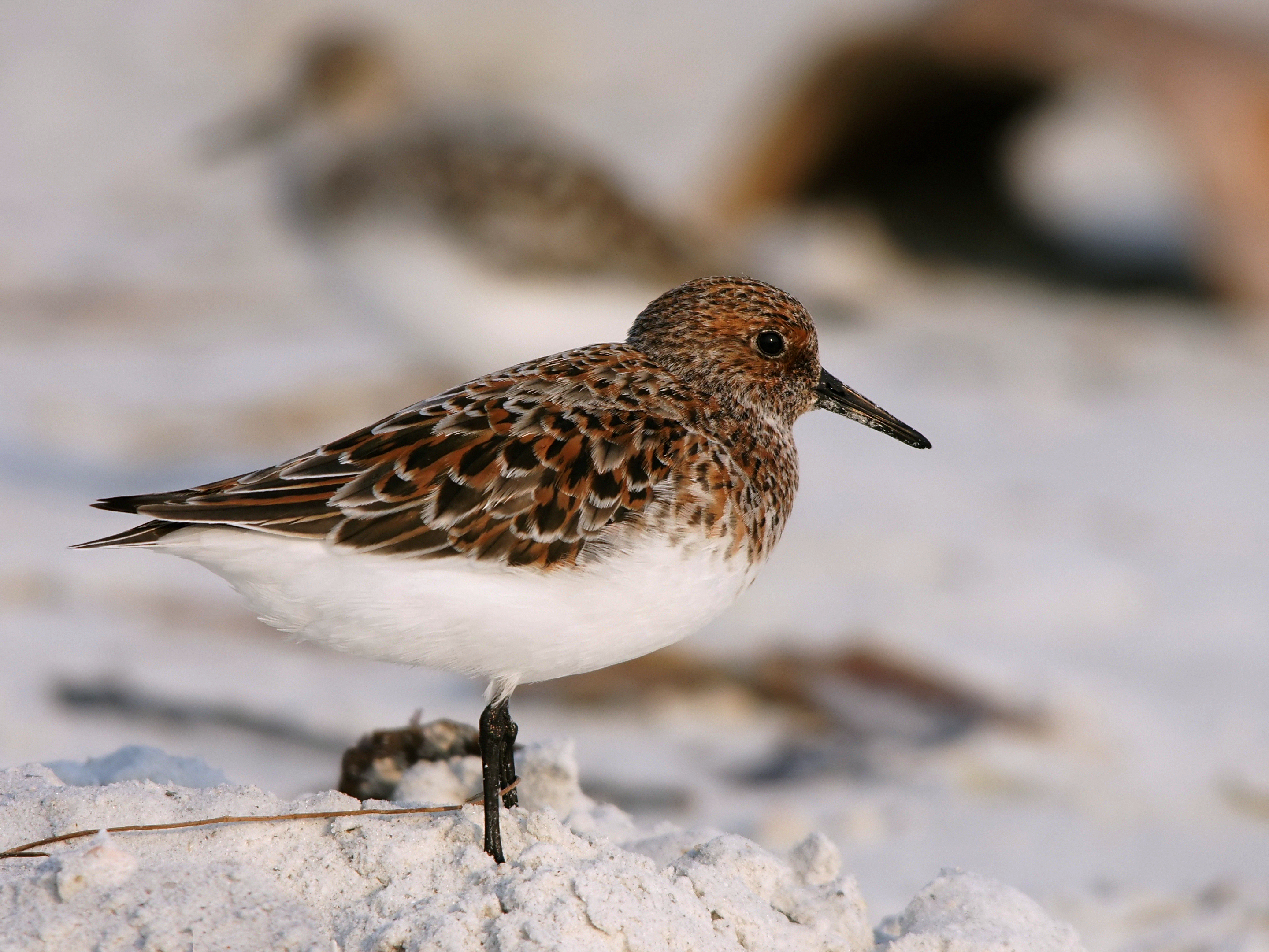
Sanderling im Brutkleid

Der Sanderling (Calidris alba) ist ein kleiner Watvogel aus der Gattung der Strandläufer. Die Brutgebiete dieser Art liegen zirkumpolar in der hohen Arktis, die Überwinterungsgebiete des Langstreckenziehers liegen in den gemäßigten Zonen und Tropen der Nord- und Südhalbkugel.
Im Wattenmeer der Niederlande und Deutschlands taucht er vor allem im Winterhalbjahr in teils großen Schwärmen an der Nordseeküste auf, weitaus seltener im Binnenland. Er lässt sich außerdem ganzjährig zumindest in kleiner Zahl beobachten. An der Ostsee überwintert dagegen nur ein kleiner Teil der Sanderlinge. Während der Zugzeiten sind dort höchstens einige wenige hundert Vögel zu beobachten.

## Beschreibung

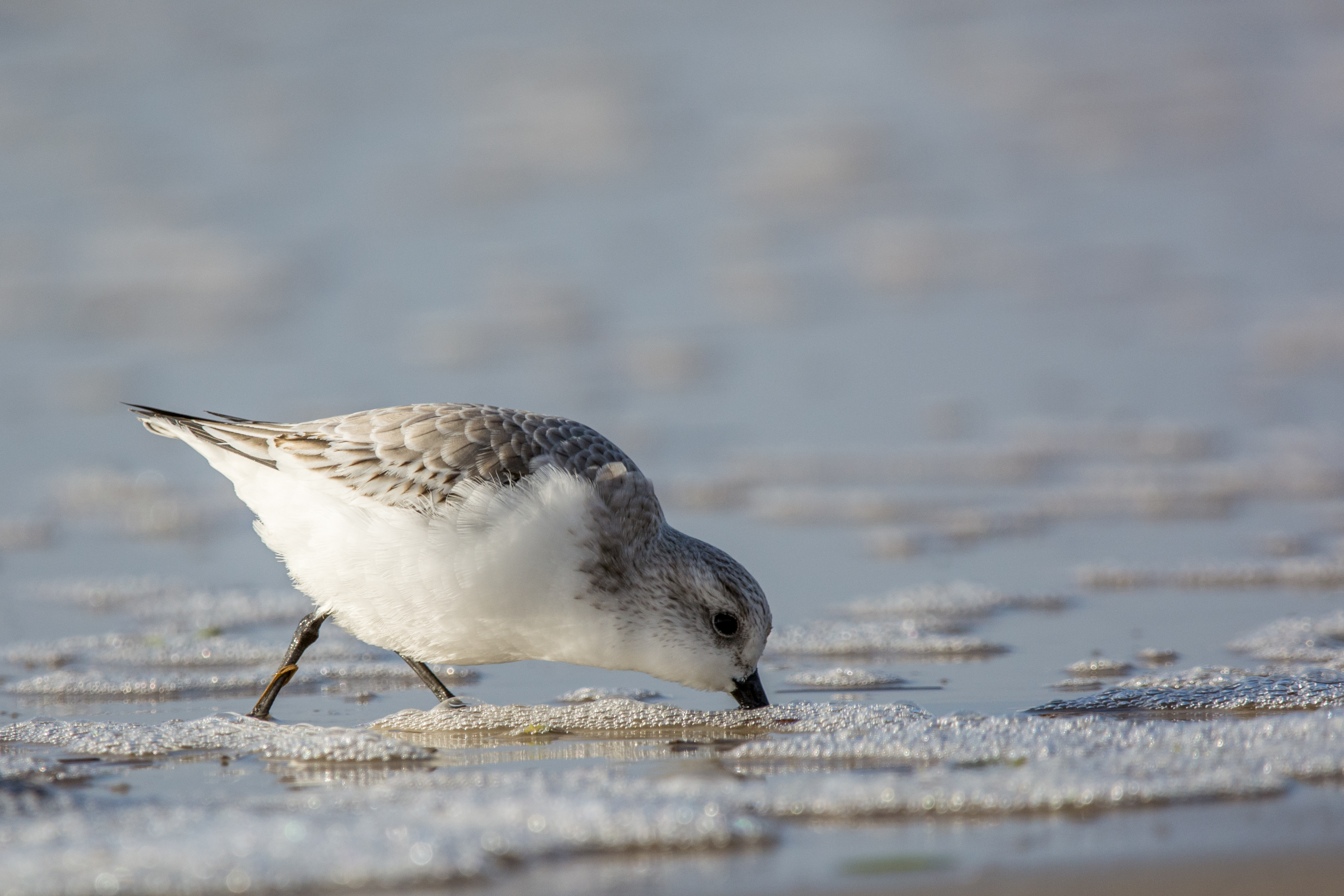
Sanderling (Schlichtkleid) während der Nahrungssuche am Spülsaum

### Adulte Vögel
Der Sanderling erreicht eine Körperlänge von 20 bis 22 Zentimeter. Die Flügelspannweite beträgt 40 bis 45 Zentimeter. Das Gewicht variiert von 45 bis 65 Gramm.
Er fällt im Winter durch sein verhältnismäßig helles Gefieder auf. Die Oberseite ist lichtgrau bis grau, die Unterseite weiß. Markant ist der dunkle Flügelbug, die Handschwingen sind ebenfalls dunkel. Schnabel und Beine sind schwarz, die Füße sind dreizehig, da ihnen die Hinterzehe fehlt. Im Flug erscheint der Sanderling silbergrau und zeigt einen deutlichen weißen Flügelstreif.
Im Brutkleid ist der Sanderling dem Zwergstrandläufer ähnlich. Die Oberseite ist bräunlich gescheckt und wird vor allem bei der amerikanischen Unterart gegen Sommer hin zunehmend rostbraun. Im Gegensatz zum Winterkleid geht die Färbung der Oberseite über den gesamten Kopf und bis auf die Vorderbrust.
Im Winter findet sich der Sanderling häufig an flachen Sandstränden. Entlang der Spülsäume läuft er in typischem Laufschritt den abfließenden Wellen hinterher und nimmt die aufgestrudelten Krebstiere und Würmer auf. Sanderlinge haben die Fähigkeit, Wellen geschickt zu umgehen, sodass sie nicht auffliegen müssen. Weil er mit flinken Schritten so hektisch läuft, heißt der Sanderling auf Plattdeutsch auch „Keen Tied“ = Keine Zeit.

### Jungvögel
Die Dunenjungen sind auf der Körperunterseite weiß und an der Kehle leicht beige getönt. Die Körperoberseite ist ockerfarben mit größeren schwarzen Flecken und feinen weißen Tupfen. Auf der Stirn haben die Dunenjungen einen schwarzen Mittelstreif. Die Kopfseiten weisen schmale schwarze Zügel-, Augen- und Barstreifen auf. Auf den Ohrdecken finden sich einige dunkle Markierungen. Die Iris ist braun. Der Schnabel ist grau mit einer schwarzen Spitze. Die Beine und Zehen sind schwarz bis bläulichschwarz oder grünlich grau.
Das Kleid der Jungvögel zeigt Ähnlichkeit zum Winterkleid, ist aber oberseits dunkel gescheckt, mit deutlichem Schuppenmuster.

### Stimme
Der Sanderling ruft häufig ein kurzes plitt, tjick oder tiwick, welches er beim Auffliegen meist gereiht ausstößt.

## Verbreitung und Lebensraum

Verbreitungsgebiet des Sanderlings
Brutgebiet
Durchzug
Überwinterung

Der Sanderling ist ein  zirkumpolarer Brutvogel der arktischen Tundra. In Nordamerika kommt er vor allem im kanadischen Archipel, inklusive Grönland vor, in Eurasien auf Spitzbergen, Sewernaja Semlja, auf der Taimyrhalbinsel und im Lenadelta sowie auf den Neusibirischen Inseln. Die Art hat zwei Unterarten, die eurasische (Calidris a. alba) und die amerikanische (C. a. rubida). Die Art überwintert nicht nur in den gemäßigten Breiten, sondern zieht auch lange Strecken – je nach Population bis Südafrika, Südamerika oder Australien.

## Fortpflanzung
Während der kurzen Brutzeit ist der Nistplatz vor allem auf trockenen Erhebungen in der Tundra anzutreffen. Die Nestmulde wird mit einigen spärlichen Halmen und Flechten ausgelegt. Das Gelege besteht meist aus 3–4 olivfarbenen, braungesprenkelten Eiern. Beide Elternvögel sind an der Bebrütung des Geleges beteiligt. Einige der Weibchen legen zwei Gelege, von denen eines von ihm und das andere vom Männchen bebrütet wird. Die Brutzeit beträgt 24 bis 27 Tage. Mit 17 Tagen sind die Jungvögel flügge und mit 23 bis 24 Tagen selbständig.
Im Brutgebiet ernährt sich der Sanderling vornehmlich von Insekten und Pflanzenteilen, die er an den sumpfigeren Stellen seines Lebensraums findet.
Das höchste mit Ringwiederfunden belegte Alter von Sanderlingen beträgt 18 Jahre und sechs Monate für ein auf den britischen Inseln beringtes Individuum bzw. 16 Jahre und sechs Monate für ein auf Helgoland beringtes Tier.

## Nahrung

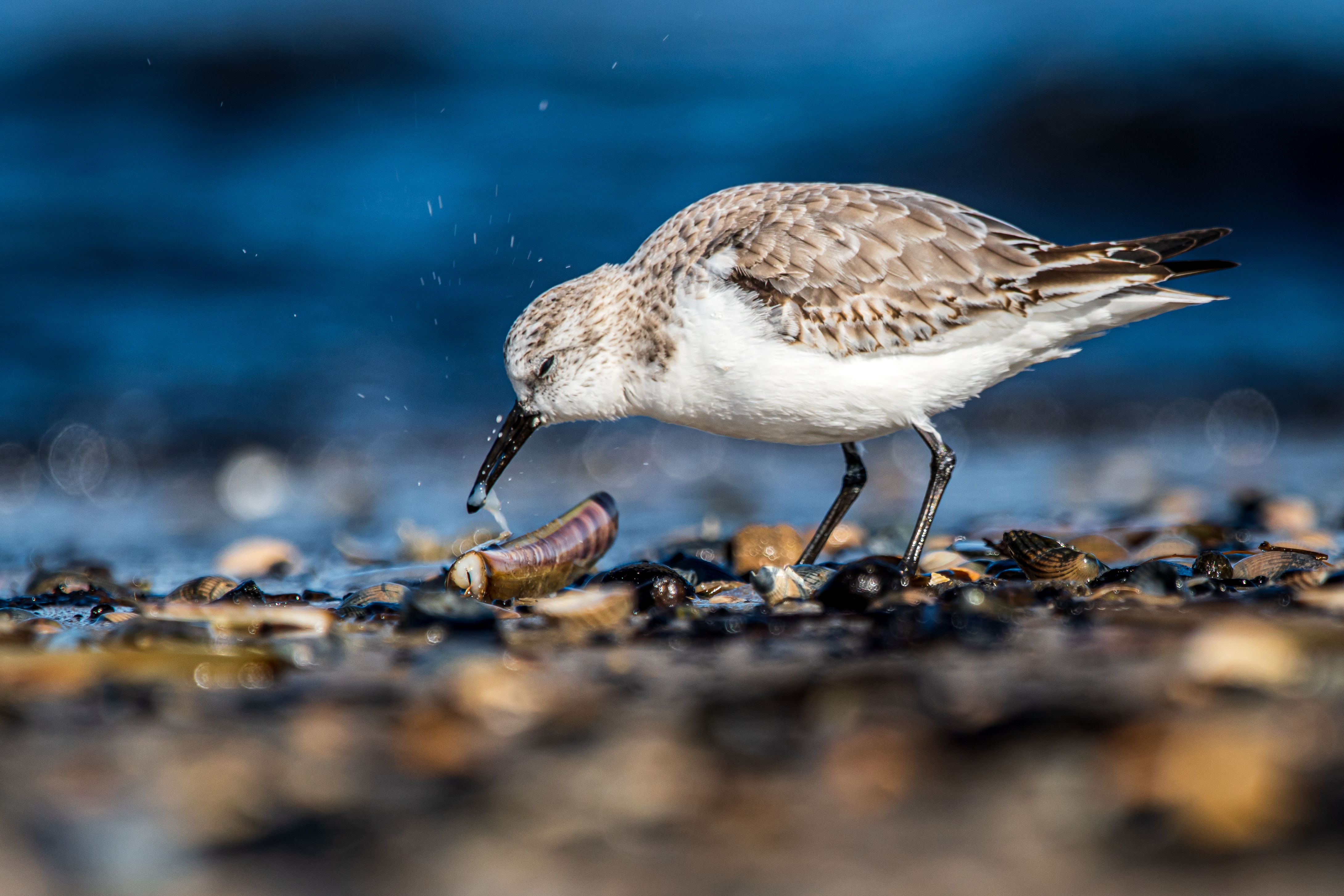
Ein Sanderling frisst eine Schwertmuschel.

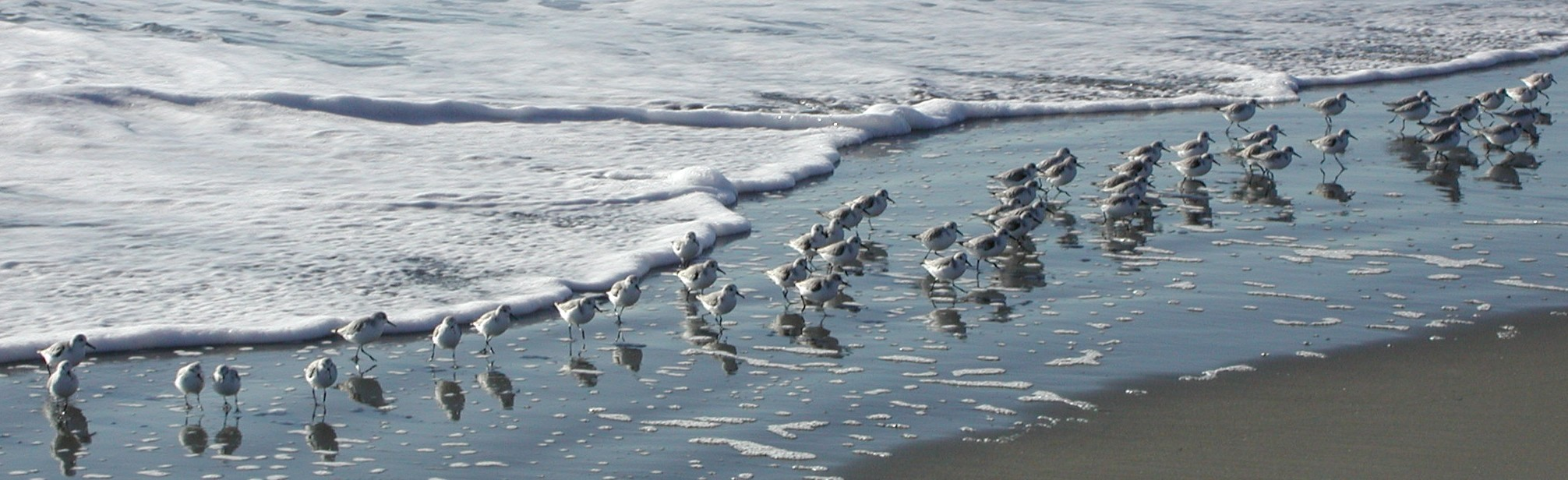
Sanderlinge im Gezeitenbereich

Sanderlinge suchen ihre Nahrung meist entlang von Spülsäumen am Strand, manchmal auch im Watt. Sie ernähren sich vorwiegend von Krebstieren, Würmern, Insekten und Fliegenlarven, doch manchmal auch von pflanzlicher Kost wie Sämereien. Besonders während der Zugzeit fressen sie auch größere tote Tiere wie Muscheln und Krebse.

## Bestand
Der europäische Brutbestand betrug zu Beginn des 21. Jahrhunderts zwischen 25.000 und 50.000 Brutpaare. Diese brüteten überwiegend auf Grönland und einige wenige Exemplare auf Spitzbergen. Über Mitteleuropa führt die ostatlantische Zugstrecke diese Art. Sie wird von Vögeln genutzt, deren Brutgebiete im Nordosten Kanadas und im Nordosten Grönlands sowie auf Spitzbergen bis in den Westen von Taimyr liegen. Etwa 123.000 Sanderlinge nutzen diese Zugstrecke.

## Belege